# Вильгельм II (король Англии)
Вильге́льм II (старонормандск. Williame II (англ. William II); также Вильгельм Рыжий или Вильгельм Руфус (лат. rufus); около 1056/1060 — 2 августа 1100) — король Англии с 1087 года из Нормандской династии; третий сын Вильгельма I Завоевателя и Матильды Фландрской.
Своё прозвище король получил, вероятно, из-за красного цвета лица. Вильгельм II вошёл в английскую историю как воинственный и безжалостный монарх, мало заботящийся о подданных и с пренебрежением относящийся к англосаксам и их культуре. Распространена точка зрения, что только благодаря недолгому периоду своего правления он не разрушил основы англонормандской монархии, заложенные его отцом. С другой стороны, Англия при Вильгельме II переживала период относительной стабильности и прочности государственной власти.

## Юность и вступление на престол

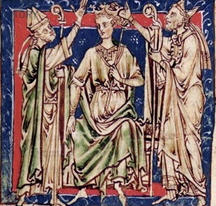
Коронация Вильгельма II

Вильгельм Руфус был третьим сыном Вильгельма Завоевателя и Матильды Фландрской. Точная дата его рождения неизвестна, вероятно он родился между 1056 и 1060 годами в Нормандии. Второй из сыновей Вильгельма Завоевателя, Ричард, погиб ещё при жизни отца на охоте, остальные пережили отца.
Вильям Мальмсберийский, апологет Вильгельма Рыжего, так описывал его внешность:

Телосложения он был коренастого, румяный, с длинными светлыми волосами, расчёсанными на пробор, так что лоб оставался открытым; глаза разные, с какими-то блестящими крапинками; шёголь, всегда одетый по последнему словы моды, как бы скандальной она ни была; поразительно сильный, хотя и невысок ростом, с животом чуть выдающимся. Красноречием не обладал вовсе, но страдал заиканием, особенно в раздражении…— 
Из всех детей Вильгельма Завоевателя Вильгельм Рыжий был наиболее близок отцу и пользовался его особой любовью. С ранних лет Руфус отличался храбростью, решительностью и страстью к охоте и военным делам. Он воспитывался под руководством архиепископа Ланфранка, одного из крупнейших религиозных и государственных деятелей своего времени, однако, очевидно, будущий монарх приобрёл мало качеств от своего наставника.
Отношения между сыновьями Вильгельма Завоевателя всегда были далеки от добросердечных. Старший сын, Роберт Куртгёз, являясь наследником англонормандской державы, одного из сильнейших государств Западной Европы, не обладал реальной властью при жизни отца: Вильгельм Завоеватель не допускал сына к управлению и даже в Мэне, где Роберт считался самостоятельным монархом, контролировал все сферы государственной системы. Это вызывало недовольство Роберта. А в 1078 году во время кампании по подчинению одного из южнонормандских баронов вспыхнул конфликт между Робертом и его младшими братьями Вильгельмом и Генрихом. Отец при этом встал на сторону младших сыновей, в результате чего Роберт восстал. В 1079 году Роберт помирился с отцом, но при этом Вильгельм был вынужден провозгласить сына наследником Нормандии, а его влияние на сына было сильно ограничено. Свою роль в примирении сыграла Матильда Фландрская, мать Роберта, которая скрытно от мужа оказывала материальную помощь сыну. Но вероятно именно тогда у Вильгельма появилась идея о разделении Нормандии и Англии, которая была реализована после его смерти.
Вильгельм Завоеватель умер 9 сентября 1087 года в монастыре Сен-Жерве, около Руана. Незадолго до своей смерти он определил Вильгельма Рыжего в качестве своего преемника на английском престоле: в отличие от Нормандии, где уже сложился принцип передачи власти по старшинству, а нормандские бароны уже неоднократно приносили оммаж Роберту как преемнику Вильгельма, Англия представляла собой завоёванную страну с выборным королём. Это позволило отстранить Роберта Куртгёза от английской короны, хотя лишить его прав на Нормандию было невозможно. В результате после кончины Вильгельма Завоевателя англонормандская монархия была разделена.
После смерти отца Вильгельм Рыжий сразу же отправился из Нормандии в Англию. При себе он имел письмо отца к Лафранку, который уже 26 сентября 1087 года короновал его в Вестминстерском аббатстве королём Англии, а Роберт Куртгёз стал герцогом Нормандии. Роберт так и не смог примириться с тем, что часть отцовского наследства от него ускользнула, поэтому отношения между братьями были непростыми.

## Внутренняя политика
Несмотря на то, что Вильгельм Рыжий был быстро коронован и пользовался поддержкой архиепископа Кентерберийского, его положение изначально не было прочным. Раздел англонормандской монархии после смерти Вильгельма Завоевателя привёл к тому, что одни и те же нормандские бароны, получившие в ходе завоевания земельные владения в Англии, оказались вассалами двух монархов, находившихся в конфликте друг с другом. Это стало главной причиной нескольких восстаний. Сначала вспыхнули восстания в Норфолке, Сомерсете и нескольких других графствах, но они были быстро подавлены. А в 1088 году, вскоре после коронации Вильгельма II, вспыхнуло массовое восстание баронов. Лидером мятежников стал дядя Вильгельма — Одо, епископ Байё и граф Кент, один из крупнейших англонормандских землевладельцев, которому Вильгельм Завоеватель незадолго до смерти вернул владения, отобранные в 1082 году. Восстание 1088 года имело беспрецедентно широкий размах: по оценке Вильяма Мальмсберийского в нём приняли участие «почти все нормандцы» — жившие в Англии бароны, имевшие владения и в Нормандии. Восставшие ставили себе целью свержение Вильгельма и передачу престола нормандскому герцогу Роберту Куртгёзу, что восстановило бы единство монархии. Нормандские войска во главе с Робертом Беллемским высадились в Кенте и заняли Рочестер. Епископ Байё вместе со своим братом Робертом, графом Мортена, укрепились в замке Певенси на побережье Ла-Манша. На границе с Уэльсом действовали отряды Роджера де Монтгомери.
Однако на сторону короля встало всё английское духовенство во главе с архиепископом Ланфранком, а также незнатное англосаксонское население страны, привлечённое клятвами Вильгельма II свято чтить законы Англии и править исходя из принципов справедливости и милосердия. Король также пообещал снижение налогового бремени и отмены ограничений на охоту. Раздачей денежных субсидий Руфусу удалось отколоть от восставших несколько крупных магнатов. В результате эффективных действий Вильгельма и его сторонников попытки баронов валлийских марок вторгнуться в Среднюю Англию были пресечены, а после долгой осады пали Певенси и Рочестер. Лидеры мятежников оказались в руках короля и восстание было подавлено. С участниками восстания 1088 года Вильгельм II поступил относительно мягко: конфискованы были лишь английские владения епископа Байё, графа Мортена и Вильгельма де Сен-Кале, причём последний был вскоре прощён и восстановлен в своих правах.
Обещания, которые король давал в период мятежа 1088 года, были быстро забыты. После смерти Ланфранка в 1089 году правление Вильгельма II приобрело ярко выраженный деспотический характер. Вильгельм значительно ужесточил законы о королевской охоте и об охране заповедников, что вызвало недовольство крестьян. Тяжесть налоговой нагрузки на население значительно увеличилась: для финансирования своих расходов Вильгельм II ввёл щитовой сбор с держателей ленов, взыскивал огромные рельефы при вступлении в наследство, подолгу не замещал церковные должности, пользуясь доходами с соответствующих земельных владений. Бароны утратили влияние на короля, который в принятии решений руководствовался исключительно собственным мнением и советами узкого круга приближённых во главе с капелланом Ранульфом Фламбардом, который при Вильгельме занимал должность казначея, стремясь всяческими способами пополнять казну, не гнушаясь при этом нарушением законов. Строгость Вильгельма II в отношении нарушителей прав короны граничила с жестокостью.
Деспотизм короля вызывал недовольство значительной части англонормандских баронов. В 1095 году вспыхнул очередной мятеж с целью смещения Вильгельма II. Во главе его стояли участники восстания 1088 года: Роберт де Мобрей, Вильгельм д'Э, Гилберт Фитц-Ричард. Для подавления мятежа король спешно вернулся из Нормандии и лично возглавил поход в Северную Англию. Восставшие были осаждены в замках Тайнмаут и Бамборо и спустя несколько месяцев капитулировали. В отношении участников мятежа Вильгельм II применил жестокие меры: помимо конфискации их владений и титулов, многие были брошены в тюрьму или казнены, а Вильгельм д’Э был ослеплён и оскоплён.

## Отношения с церковью
Пока был жив архиепископ Кентерберийский Ланфранк, благодаря поддержке которого Вильгельм получил английскую корону, отношения короля с церковью были хорошие, поскольку король в церковные дела не вмешивался. Но в 1089 году Лафранк умер, после чего Вильгельм в отношениях с церковью стал выступать с позиций абсолютного суверена. Равнодушный к вопросам веры, он использовал английскую церковь для изъятия денежных средств и ограничивал сношения с папой римским. При Руфусе для назначения на пост епископа или аббата необходимо было уплатить королю достаточно крупную сумму под видом феодального рельефа. Многие кафедры оставлялись подолгу незамещёнными, поскольку в период отсутствия священнослужителя доходы с церковных земель поступали в королевскую казну. К моменту смерти Вильгельма II в Англии были вакантными посты трёх епископов и одиннадцати аббатов. Главным советником и, возможно, инициатором церковной политики короля был Ранульф Фламбард, открыто захватывавший имущество умерших аббатов и взимавший поборы с религиозных организаций при любом удобном поводе. По свидетельству Эдмера, король даже рассматривал возможность перехода в иудаизм. Хотя очевидно, что репрессии Вильгельма II в отношении церкви были беспрецедентными с точки зрения современников, практика симонии при назначении на церковные посты была в конце XI века — первой половине XII века чрезвычайно широко распространена и в Англии, и в континентальной Европе. Сторонники григорианской реформы, которая, в частности, запрещала священникам уплачивать деньги за назначение на церковный пост, даже в Италии не одержали к тому времени полной победы.

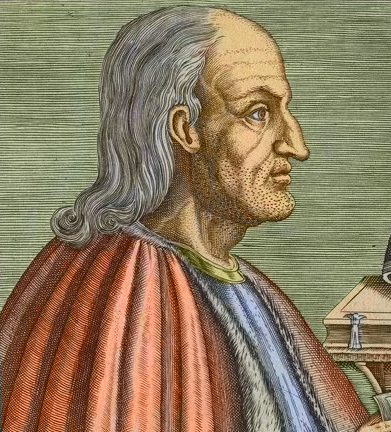
Ансельм, архиепископ Кентерберийский

Архиепископство Кентерберийское оставалось вакантным до конца 1093 года. Всё это время король пользовался доходами архиепископства. Но в 1093 году король тяжело заболел. Считая свою болезнь расплатой за то, что он не назначил нового архиепископа, Вильгельм согласился на избрание архиепископом Ансельма, крупного религиозного деятеля, имевшего европейскую репутацию. После выздоровления король посчитал, что его вынудили назначить Ансельма архиепископом с помощью обмана, в результате чего его отношения с архиепископом практически с самого начала испортились. Конфликт развивался по нескольким направлениям, главным из которых был запрет короля английским священнослужителям признавать папу римского без его санкции. Несмотря на давление других епископов королевства Ансельм отказался уступить Вильгельму. Король потребовал смещения Ансельма и даже выступил для этого на стороне Урбана II в борьбе за инвеституру, развернувшейся в Германии и Италии. Однако папа отклонил требование Руфуса. Это ещё более ухудшило отношения короля и архиепископа. Испытывая постоянные унижения и потерпев крах в попытках улучшить моральное состояние королевского двора и высшего духовенства, в 1097 году Ансельм отправился в Рим. Формальным поводом стало то, что архиепископскую мантию ему должен был вручить папа римский. Ансельм, опасаясь гонений со стороны короля, оставался в Риме до самой смерти Вильгельма, который, воспользовавшись отсутствием архиепископа, снова стал получать его доходы. При этом самому Вильгельму грозило отлучение от церкви, но Ансельм уговорил папу отсрочить его. Эта борьба стала началом длительного конфликта между английским государством и церковью.

## Внешняя политика

### Борьба за Нормандию
Раздел наследства между сыновьями Вильгельма Завоевателя выдвинул на первый план внешней политики Англии вопрос восстановления единства монархии. Поддержка нормандским герцогом Робертом Куртгёзом восстания баронов 1088 года резко обострила англо-нормандские отношения. В то же время слабость и неэффективность правления герцога Роберта в Нормандии привела к подъёму местной аристократии и росту феодальных усобиц в герцогстве. Кроме того, Роберт продал часть Котантена младшему брату Генриху. Это благоприятствовало завоевательным планам Вильгельма Рыжего, объявившего о намерении захватить владения брата. Король Франции Филипп I, естественный союзник нормандского герцога, был слишком бездеятельным и нерешительным, чтобы оказать отпор английскому королю.

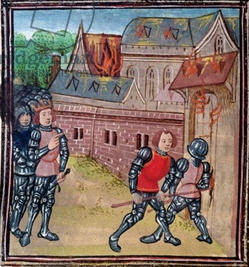
Встреча Вильгельма Рыжего с нормандским герцогом Робертом III

Уже в 1089 году Вильгельм установил контроль над Сен-Валери в устье Соммы, а затем путём подкупов добился перехода на его сторону гарнизонов приграничных крепостей Э, Омаль и Гурнэ. К концу 1090 года под властью английского короля оказалась бо́льшая часть Нормандии к востоку от Сены, а в самом Руане вспыхнуло восстание против герцога. В январе 1091 года король во главе английской армии высадился в Нормандии. На его сторону перешла значительная часть нормандских баронов. Герцог Роберт был вынужден пойти на переговоры с братом и по условиям Руанского договора 1091 года уступил Вильгельму II графства Э и Омаль, сеньории Гурнэ и Конш, аббатство Фекам, и, видимо, Шербур и Мон-Сен-Мишель. Со своей стороны король Англии взял на себя обязательство помочь Роберту Куртгёзу в наведении порядка в герцогстве и восстановлении нормандской власти в Мэне, захваченном после смерти Вильгельма Завоевателя анжуйцами. Кроме того, Вильгельм и Роберт изгнали из Котантена своего брата Генриха, вынужденного бежать во французский Вексен.
Условия Руанского договора не были полностью выполнены английской стороной: совместный поход в Мэн так и не состоялся, а мероприятия против независимых нормандских баронов остались нереализованными. Это вызвало новый конфликт между братьями, и в 1094 году Вильгельм Рыжий вновь высадился в Нормандии. Благодаря щедрой раздаче финансовых субсидий ему опять удалось привлечь на свою сторону часть феодалов и городов герцогства, однако на помощь Роберту пришли отряды французского короля. Лишь купив мир с Филиппом I Вильгельм смог спасти положение. Тем не менее из-за вспыхнувшего в Англии мятежа Роберта де Мобрея завоевание герцогства пришлось отложить.
Новые возможности в подчинении Нормандии открылись в 1096 году, когда Роберт Куртгёз решил принять участие в Первом крестовом походе в Палестину, для чего ему требовались денежные средства. В этом ему оказал помощь Вильгельм II: взамен на ссуду в размере 10 тысяч марок, король Англии получил в залог на три года Нормандское герцогство. Для сбора денег Вильгельм прибег к старинной англосаксонской практике взимания «датских денег», обложив землевладельцев страны налогом в 4 шиллинга с каждой гайды. Средства для ссуды были собраны, герцог Роберт отправился в Святую землю, а король Вильгельм стал фактическим правителем Нормандии.
В Нормандии Вильгельму II удалось восстановить порядок, усмирить мятежных баронов и укрепить центральную власть. Это позволило ему перейти к планам расширения своих владений. Однако серия кампаний 1097—1098 годов по завоеванию французского Вексена завершилась неудачей: укреплённые Людовиком VI замки выдержали осаду англо-нормандских войск и единственным достижением короля стало строительство крепости Жизор на границе с Иль-де-Франсом. Более успешной стала экспедиция Руфуса в Мэн: в 1097 году Элия I, граф Мэна, попал в плен к нормандцам и область перешла под контроль Вильгельма II. Однако уже в 1098 году в Мэне начались выступления против англо-нормандской власти, инспирированные анжуйским графом Фульком IV, и к концу правления Руфуса Мэн был потерян. Экспансионистские планы короля распространялись также на Аквитанию, однако практической реализации они не получили..

### Войны в Шотландии и Уэльсе

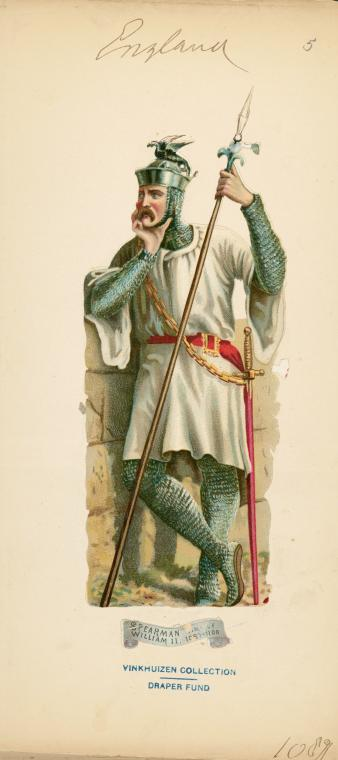
Рыцарь Вильгельма II, короля Англии.

Шотландия со времён нормандского завоевания являлась убежищем для англосаксонских аристократов, а после женитьбы её короля Малькольма III на Маргарите, сестре последнего англосаксонского короля Эдгара Этелинга, отношения между двумя британскими государствами окончательно испортились. В 1091 году, когда Вильгельм II находился в Нормандии, шотландские войска совершили набег на северо-английские графства. Как только король вернулся в Англию, он организовал вторжение в Шотландию. Поход, однако, не увенчался успехом, а английский флот был рассеян во время шторма. Вскоре был подписан мир, предусматривающий уступку Малькольму III двенадцати английских деревень и уплату ежегодной дани в размере 12 золотых марок в год, взамен на принесение оммажа Вильгельму II.
Тем не менее, уже в следующем году король Англии захватил Карлайл и присоединил к своим владениям Камберленд, ранее находившийся под контролем Шотландии. Новый рейд шотландцев на территорию Англии в 1093 году был с лёгкостью отбит, король Малькольм III погиб в ловушке. Это позволило Вильгельму II перейти в наступление: он поддержал в качестве претендентов на шотландский престол сыновей Малькольма против короля Дональда III, а в 1097 году при поддержке войск Руфуса и Эдгара Этелинга Дональд III был свергнут, а новым шотландским королём стал проанглийски настроенный Эдгар. В благодарность за помощь Эдгар признал сюзеренитет Вильгельма II над Лотианом.
Однако попытка Руфуса установить контроль над Уэльсом окончилась неудачей. К концу правления Вильгельма Завоевателя нормандские бароны Честерской марки, во главе с Робертом Рудланским, глубоко продвинулись в Северном Уэльсе и достигли острова Англси. В начале 1090-х годов Роджер Монтгомери и другие феодалы валлийского приграничья утвердили свою власть в Кередигионе, Пембрукшире, Гламоргане и Брекноке. Однако в 1094 году в Уэльсе вспыхнуло массовое восстание против захватчиков под руководством Кадугана и Грифида ап Кинана. Англо-нормандские бароны были изгнаны из страны, сохранив контроль лишь над небольшой областью вокруг Пембрука и некоторые пограничные районы в Гвенте и Гламоргане.
Походы Вильгельма II в Уэльс в 1095 и 1097 годах закончились провалом: валлийцы при приближении неприятеля скрывались в горах, а английские войска, испытывая недостаток продовольствия, несли большие потери от партизанских рейдов местных жителей. Массированное вторжение в Гвинед графов Честера и Шрусбери в 1098 году потерпело катастрофу: на Англси высадилась армия норвежского короля Магнуса III, пришедшего на помощь валлийцам, которая истребила англо-нормандские отряды. После этого поражения до середины XIII века англичане, за исключением небольших экспедиций, не предпринимали серьёзных попыток подчинить Северный Уэльс.

## Характер
По свидетельству современников (Ордерик Виталий, Вильям Мальмсберийский), Вильгельм II Рыжий отличался храбростью, решительностью и особым почтением, с которым он относился к памяти своего отца Вильгельма Завоевателя. Этим, однако, хронисты завершают список хороших качеств короля. По признанию Вильяма Мальмсберийского, щедрость Вильгельма граничила с расточительностью, а огромные суммы тратились на предметы роскоши, подарки приближённым и развлечения короля. Это требовало постоянного притока новых средств в казну и было причиной увеличения налогового бремени в стране, поощрения симонии и массового изъятия доходов с церковных земель. Король был жесток, вспыльчив, мстителен, часто показывал своё презрение к другим людям. В этом Руфус был классическим представителем Нормандской династии и человеком своего времени (см., например, Роберт Беллемский). Путём репрессий ему удавалось держать в повиновении баронов и духовенство и поддерживать престиж центральной власти. В военных походах Руфус предпочитал добиваться своей цели с помощью подкупов и обещаний, тогда как собственно военные действия зачастую оказывались неудачными (борьба за Вексен, походы в Уэльс). Короля окружали щеголеватые молодые дворяне, при дворе царили свободные нравы и распутство, и, основываясь на свидетельствах английских хронистов, историки сходятся во мнении, что сам Руфус был, вероятно, гомосексуалом. Жены, любовниц и детей король никогда не имел.

## Смерть

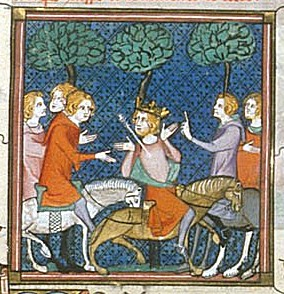
Смерть Вильгельма Рыжего. Английская миниатюра XIV в.

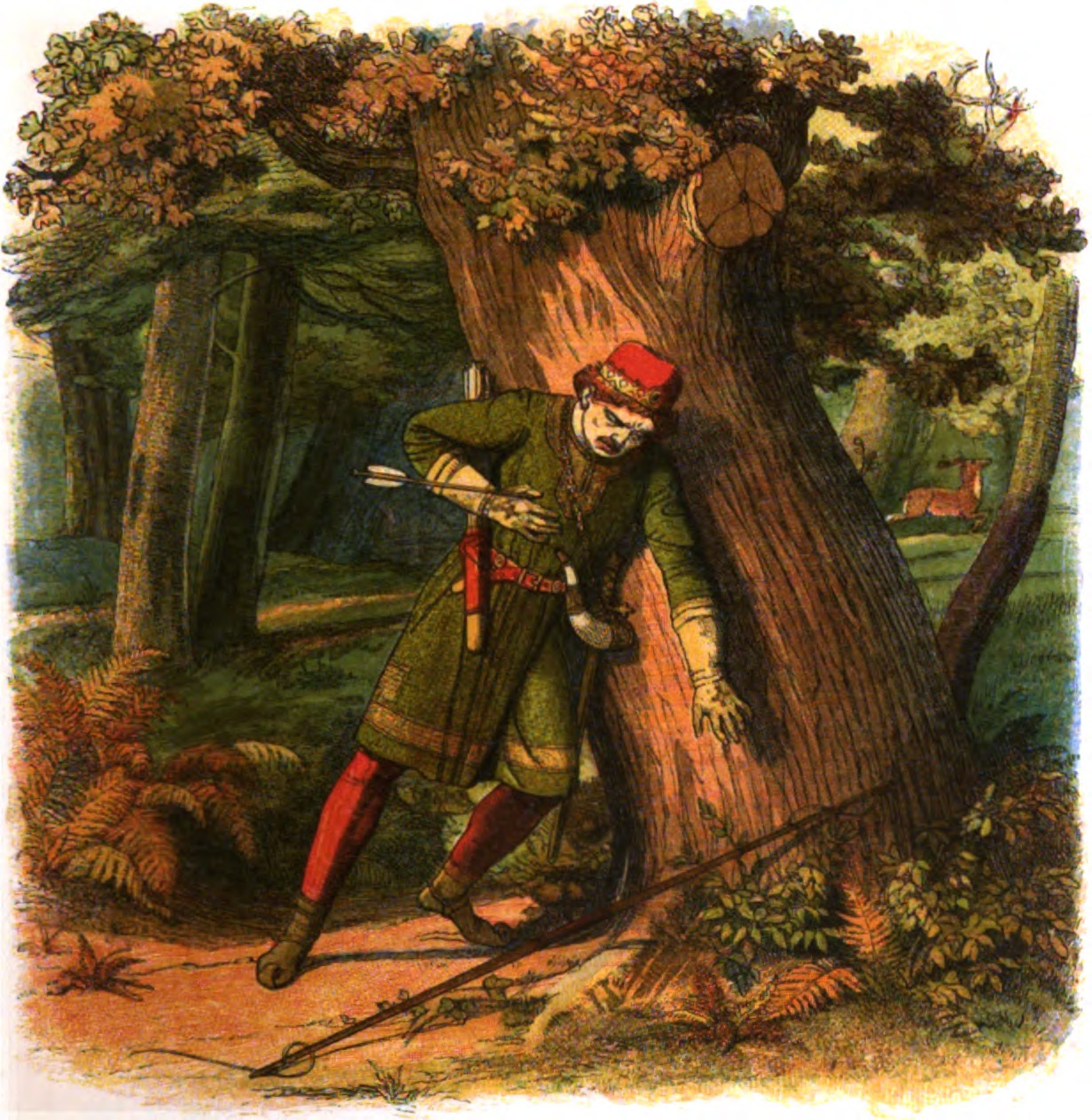
Смерть Вильгельма II Руфуса

Одна из главных загадок правления Вильгельма II — обстоятельства его гибели. История смерти короля описана Вильямом Мальмсберийским. Согласно ему, 2 августа 1100 года Вильгельм с группой англонормандских аристократов отправился на охоту в Нью-Форест (Гемпшир). Во время преследования добычи группа придворных разделилась, в результате чего король остался вместе с одним из своих приближённых, Вальтером Тирелом. Вечером они наткнулись на оленя. Король выстрелил в него, но промахнулся. Вскоре пробежал ещё один олень, в которого выстрелил Тирел, но эта стрела вместо оленя попала в короля, мгновенно убив его. Ордерик Виталий приводит схожую историю. По его описанию олень пробежал между Тирелом и королём. Тирел выпустил стрелу, которая, скользнув по шерсти оленя, попала в короля, мгновенно убив его.
Существуют и другие версии смерти Вильгельма. Одну приводит аббат Сугерий в «Жизни Людовика VI Толстого, короля Франции», утверждая, что Тирел отрицал тот факт, что в момент смерти Вильгельма находился в той же части леса, что и король. Также участие в смерти короля отрицает Иоанн Солсберийский в «Житии святого Ансельма» и Герард Камберийский. «Англосаксонская хроника» упоминает только то, что Вильгельм был убит во время охоты одним из своих людей.
Действительно ли смерть короля была результатом несчастного случая или имел место заговор против Вильгельма, неизвестно. Тирела никто не обвинял в смерти короля. Официальная версия указывала, что смерть произошла в результате несчастного случая. Тело короля со стрелой в груди на следующее утро после охоты нашли местные крестьяне. Следствия по поводу смерти короля не проводилось, его тело было спешно похоронено в Винчестере. При этом многие считали смерть короля божьей карой, а ряд церквей отказались звонить в колокола из-за смерти Вильгельма. Обстоятельства смерти короля включались в компиляции нравоучительных «примеров» (лат. exempla) — текстов проповедей монахов, в которых прослеживается негативная характеристика личности короля. Так, согласно одной из версий «примеров», у Ансельма Кентерберийского было видение: все святые Англии жаловались на короля Вильгельма, и Господь вручил святому Альбану стрелу, приказав ему «позаботиться о смерти этого человека, на коего вы возводите такие жалобы». Святой Альбан немедля передал стрелу мстителю за грехи, духу зла, который, подобно комете, помчался выполнять повеление. Вскоре после видения Ансельм узнал, что в ту самую ночь король погиб от стрелы.

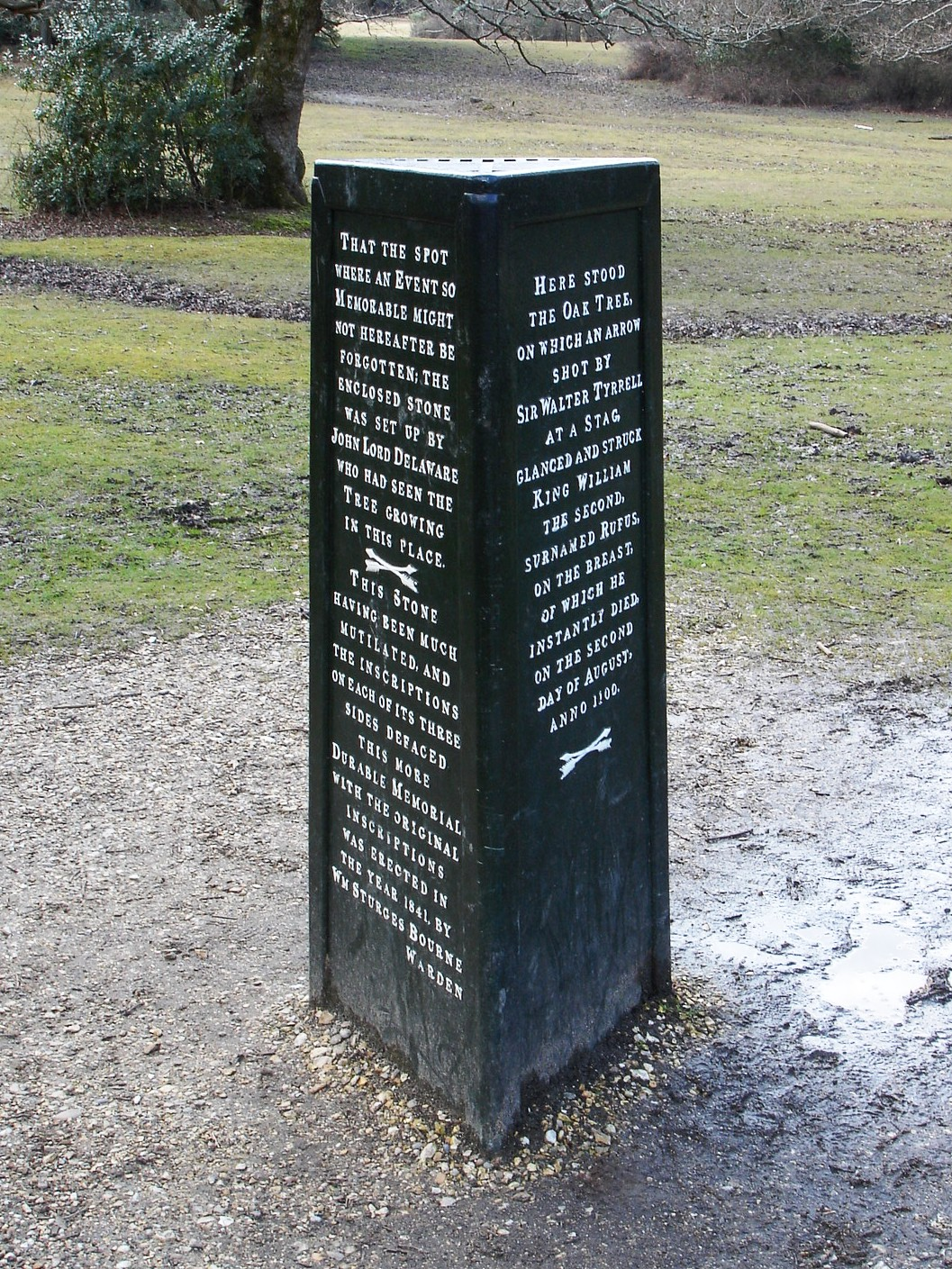
Стела на предполагаемом месте гибели Вильгельма Рыжего

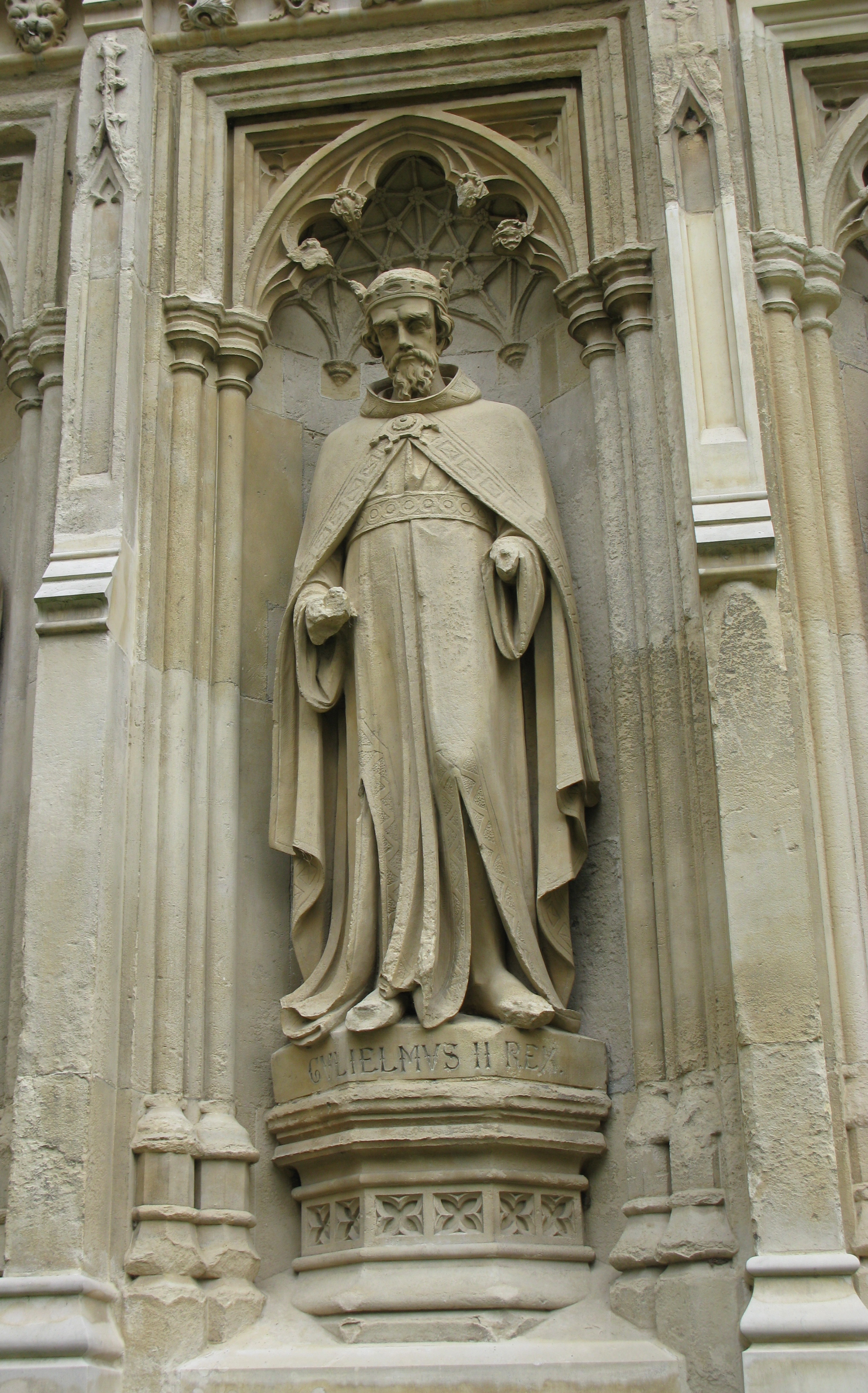
Статуя Вильгельма II Руфуса в Кентерберийском соборе

В пользу теории заговора говорит тот факт, что Тирел был женат на сестре Гилберта де Клера, неоднократного участника восстаний против короля, который также присутствовал на этой охоте. Кроме того, среди охотников был младший брат Вильгельма Генрих, который, бросив тело короля в лесу, немедленно отправился в Уинчестер, захватил государственную казну, а спустя всего три дня, 5 августа 1100 года был коронован в Вестминстере. Семья де Клеров при новом короле Генрихе I пользовалась особым расположением монарха и получила от него значительные земельные владения. По легенде, пока Генрих спешил захватить власть в стране, тело Вильгельма II подобрал местный крестьянин-угольщик, который перевёз его на своей повозке в Уинчестерский собор. Король был похоронен в башне собора, которая в следующем году разрушилась.
На предполагаемом месте смерти Вильгельма Рыжего в Нью-Форесте, являющемся в настоящее время национальным парком Великобритании, в 1865 году была воздвигнута чугунная стела. Надпись на ней гласит:

Здесь стоял дуб, о ствол которого скользнула стрела, выпущенная сэром Вальтером Тирелом в оленя и поразившая в грудь короля Вильгельма II, прозванного Руфусом, и от которой он немедленно скончался во второй день августа 1100 года. Тело убитого короля Вильгельма II, прозванного Руфусом, было положено в повозку, принадлежащую некому Пуркису, и отвезено отсюда в Уинчестер, где похоронено в кафедральном соборе этого города.